# 安徽师范大学出版社
安徽师范大学出版社（英文：Anhui Normal University Press），是由安徽省教育厅主管、安徽师范大学主办的一家综合性出版社，成立于2010年2月。

## 历史
1984年，安徽师范大学开始申请成立出版社。2005年5月，与安徽人民出版社合作成立安徽人民出版社安徽师范大学编辑部。2010年2月21日，国家新闻出版总署批准成立安徽师范大学出版社，为安徽省皖南地区首家出版社。2010年6月28日，安徽师范大学出版社有限责任公司揭牌。

## 获奖作品
- 《重建精神家园》荣获第四届中华优秀出版物奖图书提名奖[5]
- 《韩愈诗歌艺术研究》荣获第三届中国大学出版社图书奖优秀学术著作一等奖[6]
- 《安徽旅游文化研究》、《张涤华文集1-4》荣获第三届中国大学出版社图书奖优秀学术著作二等奖[6]
- 《环境与人类健康》荣获第三届中国大学出版社图书奖优秀教材二等奖[7]
- 《寻常一样窗前月》被《中国出版传媒商报》评为“近年国内出版的优秀散文图书”[8]
- 《红楼梦意象的文化阐释》、《老舍与中外文化综论》、《道德悖论现象研究》、《桐城地域文化研究》荣获第四届中国大学出版社图书奖优秀学术著作二等奖[9]
- 《唐宋散文举要》入选国家新闻出版广电总局“首届向全国推荐中华优秀传统文化普及图书名单”[10]

## 历任社长
- 张传开（2010年2月－2013年12月）
- 汪鹏生（2013年12月－2017年5月）[11]
- 张奇才（2017年5月－）[12]